# Procréation assistée Canada
Procréation assistée Canada (PAC) est une agence canadienne de réglementation créée en 2006 afin de protéger et de promouvoir la santé, la sécurité, la dignité et les droits des Canadiens qui ont recours aux techniques de procréation assistée ou qui ont été conçus à l’aide de ces techniques. PAC est aussi chargée de favoriser un environnement où les principes éthiques sont appliqués à toutes les questions relatives à la procréation assistée, tout en soutenant les progrès scientifiques qui sont bénéfiques pour les Canadiens.  
Le mandat et les responsabilités de PAC sont établis dans la Loi sur la procréation assistée (Loi sur la PA)

## Rôles et responsabilités
Les responsabilités de PAC sont établies dans la Loi sur la procréation assistée (Loi sur la PA). Les fonctions fondamentales de l’Agence comprennent : 
- la délivrance et l'examen des autorisations en vertu de la Loi sur la PA;
- la réalisation d'inspections et le contrôle de l’application de la Loi sur la PA en ce qui a trait aux actes interdits et aux activités réglementées;
- la collecte, l'analyse et la gestion des renseignements médicaux relatifs aux activités réglementées;
- l'information du public et des milieux professionnels à propos de la PA et d’autres questions prévues par la Loi, dont les facteurs de risque liés à l'infertilité;
- la prestation de conseils au ministre de la Santé sur les questions relatives à la procréation assistée;
- la surveillance et l'analyse de l'évolution, au Canada et à l'étranger, de la procréation assistée et des autres questions prévues par la Loi;
- la consultation de personnes et d'organisations au Canada et à l'étranger.

## Gouvernance
Procréation assistée Canada est constituée en établissement public (annexe II de la Loi sur la gestion des finances publiques) et rend compte au Parlement par l'entremise du ministre de la Santé. PAC est dirigée par un conseil d’administration composé d’un maximum de 13 membres, y compris le président du conseil et le président de l'Agence. Les administrateurs sont nommés par le gouverneur en conseil.
Le conseil d’administration est responsable de la gestion globale de PAC, ce qui comprend :
- la prestation de conseils au ministre de la Santé sur les questions relatives à la procréation assistée;
- l'approbation des objectifs et des politiques opérationnelles de l'Agence;
- l'approbation du budget de l'Agence;
- l'évaluation du rendement de l'Agence.

Le conseil d'administration est tenu par la loi de se réunir au moins deux fois par année.

## La Loi sur la procréation assistée
La Loi concernant la procréation assistée et la recherche connexe (aussi connue sous le titre abrégé de Loi sur la procréation assistée) compte parmi les instruments législatifs les plus complets, à l’échelle internationale, en ce qui concerne les techniques de procréation assistée et la recherche connexe.
Santé Canada est responsable de l'élaboration des politiques relatives à la procréation assistée et des règlements en vertu de la Loi sur la procréation assistée. Le rôle de PAC consiste à superviser la mise en œuvre de la Loi et des règlements connexes.
Lorsque la Loi sur la PA sera pleinement en vigueur, les Canadiens pourront compter sur un système destiné à protéger et à promouvoir leur santé, leur sécurité et leurs valeurs par le contrôle d’application de cette loi ainsi que par l'autorisation, la surveillance et l'inspection des activités relatives à la PA. La Loi sur la PA précise les actes interdits, de même que les activités réglementées, c'est-à-dire les activités de PA permises au Canada, mais qui exigent l'obtention d'une autorisation et le respect des règlements.   

### Les actes interdits
Les actes interdits, décrits aux articles 5 à 9 de la Loi, correspondent aux activités de PA que le Parlement a déclarées inacceptables sur le plan éthique ou incompatibles avec les valeurs canadiennes, ou qui comportent des risques importants pour la santé, la sécurité et les valeurs des Canadiens. Ces activités ne sont pas permises au Canada. Les actes interdits comprennent :
- le clonage humain;
- la création d'un embryon in vitro à toute fin autre que la création d'un être humain ou l'apprentissage ou l'amélioration des techniques de procréation assistée;
- la présélection ou l'augmentation des chances d'obtenir un embryon de sexe spécifique (sauf pour prévenir des maladies ou des anomalies génétiques liées au sexe) [1];
- la transplantation de l'ovule, du spermatozoïde, de l’embryon ou du fœtus d’une autre forme de vie dans un être humain ou l'utilisation d’un spermatozoïde, d'un ovule ou d'un embryon in vitroqui qui a été transplanté dans un individu d’une autre forme de vie afin de créer un être humain;
- la création d'un hybride en vue de la reproduction, ou la transplantation d'un hybride dans un être humain ou dans un individu d'une autre forme de vie;
- la création d'une chimère à quelque fin que ce soit ou la transplantation d'une chimère dans un être humain ou un individu d'une autre forme de vie;
- l'utilisation de gamètes ou d’embryons in vitro sans le consentement du donneur;
- l'obtention de gamètes d’une personne de moins de 18 ans (sauf pour les conserver ou permettre à cette personne de les utiliser);
- la rétribution, l'offre de rétribution ou la publicité annonçant une rétribution pour les dons de spermatozoïdes, d’ovules ou d’embryons in vitro ou pour les services d’une mère porteuse (y compris la rétribution d’une tierce partie pour obtenir les services d’une mère porteuse).

Cette dernière interdiction empêche la « commercialisation » de la procréation au Canada. Par contre, la Loi permet actuellement aux donneurs et aux mères porteuses d'obtenir un remboursement pour les frais légitimes qu'elles supportent, et Santé Canada s’affaire à préparer des règlements pour préciser, en conformité avec la Loi, les types de frais qui sont admissibles et dans quelles circonstances ils le sont.

### Les actes réglementés
Les actes réglementés, décrits aux articles 10 à 12 de la Loi, correspondent aux activités de PA qui seront permises, lorsque les règlements pertinents seront en vigueur, si elles sont exécutées par une personne autorisée, dans un établissement autorisé et en conformité avec la réglementation. Les actes réglementés comprennent bon nombre de techniques déjà disponibles, dont : 
- la fécondation in vitro (FIV)
- l'injection intracytoplasmique d’un spermatozoïde (IICS)
- l'insémination intra-utérine (IIU)
- l'insémination avec donneur
- le don d'ovule
- la cession d'embryon in vitro
- les activités de recherche sur des embryons in vitro.

## Historique
En 1993, la Commission royale sur les nouvelles techniques de reproduction a déposé son rapport, intitulé  Un virage à prendre en douceur. Les commissaires avaient passé quatre ans à examiner les activités de procréation assistée (PA) au Canada. Avant de déposer leur rapport final, ils avaient entendu 40 000 Canadiens, parmi lesquels des donneurs, des membres d’organisations médicales, des patients et d’autres parties intéressées. Le rapport recommandait au gouvernement du Canada d’interdire les activités telles que la rétribution des dons de spermatozoïdes ou d’ovules, la maternité de substitution à caractère commercial et le clonage humain. Il recommandait également la création d’un organisme de réglementation indépendant pour régir les activités légales de PA.
Le 29 mars 2004, le projet de loi C-6, Loi concernant la procréation assistée et la recherche connexe, a reçu la sanction royale et acquis force de loi. Les dispositions de la Loi entrent en vigueur le jour fixé par décret du gouverneur en conseil. Les dispositions concernant les interdictions (articles 5 à 9) et les activités réglementées sont déjà en vigueur (sauf l’article 12 sur le remboursement de frais relatifs à la PA). La Loi comporte une disposition transitoire (article 71) permettant aux personnes qui ont exercé une activité réglementée dans l’année précédant l’entrée en vigueur des articles 10 à 13 (le 22 avril 2004) de continuer de le faire sans autorisation jusqu’à la prise d’effet des règlements pertinents.
Procréation assistée Canada a été  créée le 12 janvier 2006 pour assurer la mise en œuvre de la Loi sur la procréation assistée. Le 21 décembre 2006, le ministre de la Santé a annoncé la nomination d’un nouveau président-directeur général, du président du conseil et des autres membres du conseil d’administration. Le président-directeur général est entré en fonction le 14 février 2007.